# Hervorragendes Jugendkollektiv der Deutschen Demokratischen Republik
Hervorragendes Jugendkollektiv der Deutschen Demokratischen Republik war eine staatliche Auszeichnung  der Deutschen Demokratischen Republik (DDR) für Kollektive, welche in Form eines Ehrentitels mit Urkunde und einer tragbaren Medaille verliehen wurde. 

## Beschreibung
Gestiftet wurde der Titel am 25. Mai 1963 und war Nachfolger des zuvor verliehenen Ehrentitels Hervorragende Jugendbrigade der Deutschen Demokratischen Republik. Seine Verleihung erfolgte an alle Jugendkollektive aller Produktionszweige der materiellen Produktion für hervorragende erzielte Arbeitsergebnisse sowie für aktive gesellschaftliche Teilnahme am Leben der DDR. Die Anzahl der Höchstverleihungen war bis 1977 auf 50, ab 1978 auf 200 Ehrentitel jährlich begrenzt. Mit dem Titel wurde üblicherweise auch eine Prämie ausgehändigt.

## Medaille zum Ehrentitel

### Aussehen
Die versilberte Medaille mit einem Durchmesser von 30 mm zeigt auf ihrem Avers einen umlaufenden Lorbeerkranz mit mittig aufgesetztem fünfeckigen Stern, welcher hellblaue emaillierte Spitzen hat. Dieser Stern wiederum verdeckt teilweise den Lorbeerkranz und zeigt in seiner Mitte ein Medaillon von 21 mm Durchmesser dessen Schriftring die Umschrift: HERVORRAGENDES JUGENDKOLLEKTIV zeigt. Die Mitte des Medaillons zeigt eine DDR-Flagge vor einer aufgehenden Sonne mit Strahlen. Das Revers der Medaille zeigt dagegen die Inschrift: DEUTSCHE / DEMOKRATISCHE / REPUBLIK.

### Trageweise
Getragen wurde die Medaille auf der linken oberen Brustseite an einem 24 × 12 mm blau bezogenen Ordensband, welches mittig senkrecht von einem 2,5 mm breiten Mittelstreifen durchzogen ist, der schwarz-rot-gold gehalten ist. Die Interimsspange ist von gleicher Beschaffenheit.